# حكومة سعيد المفتي الرابعة
حكومة سعيد المفتي الرابعة هي الحكومة الخامسة والثلاثون من حكومات المملكة الأردنية الهاشمية. شكّل سعيد المفتي الحكومة في 22 مايو 1956، بتكليف من ملك الأردن الحسين بن طلال. وقد حلّت الحكومة في 26 يونيو 1956.

## قائمة الوزراء
| التسلسل | الاسم                    | المهام الوزارية                                   |
| ------- | ------------------------ | ------------------------------------------------- |
| 1       | دولة السيد سعيد المفتي   | رئيسا للوزراء                                     |
| 2       | دولة الدكتور فوزي الملقي | نائبا لرئيس الوزراءووزيراللخارجيةوالتربيةوالتعليم |
| 3       | السيد صالح المجالي       | وزير المواصلات                                    |
| 4       | السيد بشارة غصيب         | وزير المالية                                      |
| 5       | السيد سعيد علاءالدين     | وزير الاقتصاد الوطني                              |
| 6       | السيد علي حسنا           | وزير العدلية ووزيرا للشؤون الاجتماعية بالوكالة    |
| 7       | السيد علي الهنداوي       | وزير الاشغال العامة والزراعة                      |
| 8       | السيد سمعان داؤود        | وزير الانشاء والتعمير ووزيرا للصحة بالوكالة       |
| 9       | السيد محمد علي العجلوني  | وزير الداخلية والدفاع                             |
| 10      | السيد عوني عبدالهادي     | وزير دولة                                         |

## وصلات خارجية
- موقع رئاسة الوزراء